# Масло жасмина

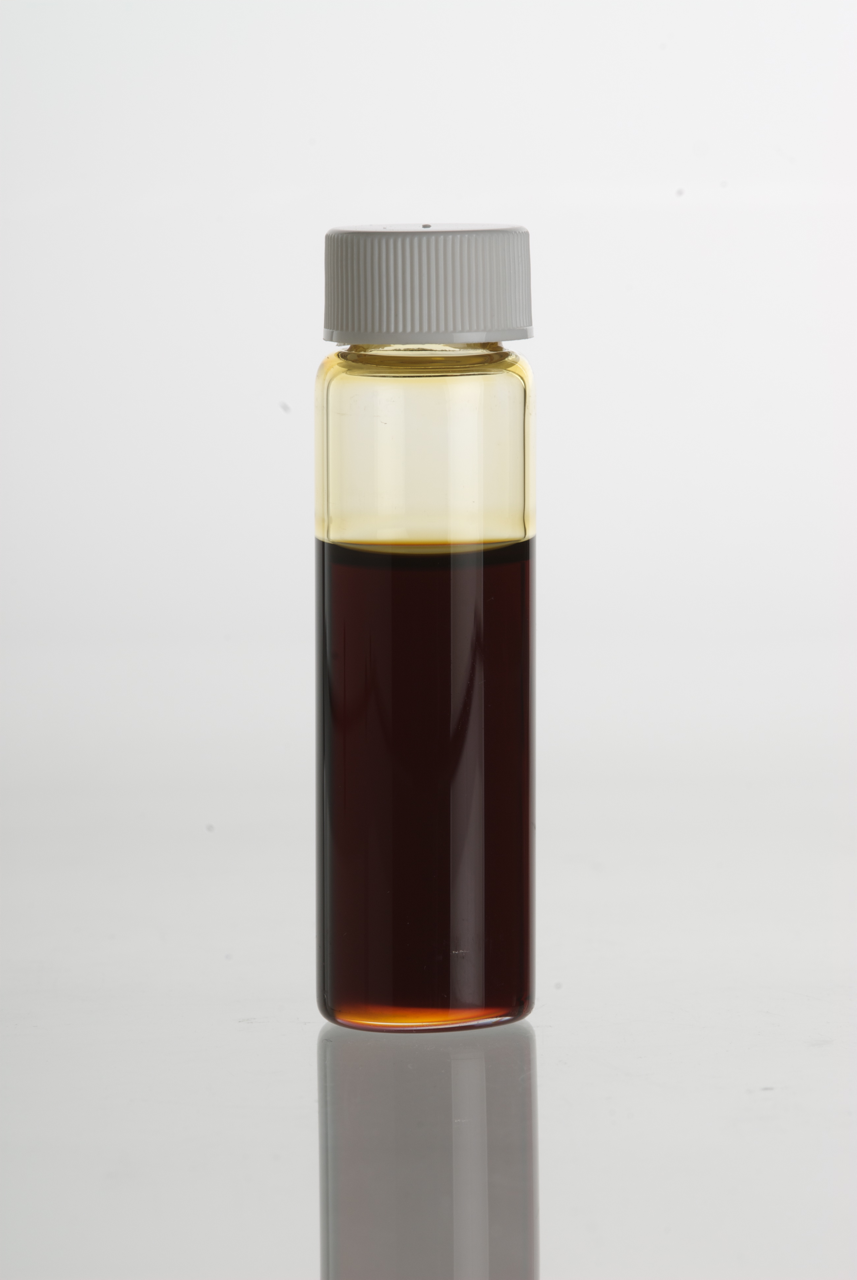
Абсолютное масло жасмина

Эфирное масло жасмина — эфирное масло, содержится в цветках жасмина, культивируемого на Коморских Островах, во Франции, Италии, Египте, Марокко, Китае и других странах.
Из цветков жасмина извлекают 2 типа ароматных веществ:
- Конкрет масла.
- Абсолютное масло (абсолю).

## Свойства
Конкрет масла жасмина — воскообразная масса жёлто-красного или красно-коричневого цвета с сильным запахом цветов жасмина.
Абсолютное масло жасмина — довольно вязкая жидкость тёмно-жёлтого или красно-коричневого с сильным запахом цветов жасмина. Растворимо в 90%-м этаноле и органических растворителях, нерастворимо в воде.
|                  | tпл, °C   | tзаст, °C   | {\displaystyle {\mbox{d}}_{4}^{20}} | {\displaystyle [{\mbox{n}}]_{\mbox{D}}^{20}} | Кислотное число | Эфирное число | ЛД50, г/кг                                    |
| ---------------- | --------- | ----------- | ----------------------------------- | -------------------------------------------- | --------------- | ------------- | --------------------------------------------- |
| Конкрет масла    | +47 ÷ +52 | +50 ÷ +50,5 | 0,886 ÷ 0,899                       | 1,464 ÷ 1,466                                | 13 ÷ 15         | 68 ÷ 105      |                                               |
| Абсолютное масло | —         | —           | 0,922 ÷ 0,950                       | 1,480 ÷ 1,490                                | 7 ÷ 12,5        | 100 ÷ 130     | > 5 крысы, (перорально) > 5 кролики (накожно) |

## Химический состав
В состав конкрета масла входят (+)-линалоол, гераниол и его ацетат, нерол, α-терпинеол, фарнезол, неролидол, фитол, изофитол, бензиловый спирт, бензальдегид, ванилин, метилгептенон, цис-жасмон, эвгенол, индол и другие компоненты.

## Получение
Конкрет получают экстракцией цветков жасмина петролейным эфиром с последующей отгонкой растворителя, выход масла 0,28 — 0,38 %.
Абсолютное эфирное масло получают путём обработки конкрета избытком этанола с последующим охлаждением и удалением восков фильтрованием, вход масла не ниже 52 %.
Основные производители — Франция, Италия, Китай.

## Применение
Конкрет используют для получения абсолютного масла, а в последнее время применяют как компонент парфюмерных композиций.